# Mathieu Hermans
Pour les articles homonymes, voir Hermans.
Mathieu Hermans, né le 9 janvier 1963 à Goirle, est un coureur cycliste néerlandais. Professionnel de 1985 à 1993, il a remporté 59 victoires, dont 9 étapes du Tour d'Espagne et une étape du Tour de France 1989. 
Hermans a admis s'être dopé à l'EPO pendant sa carrière. 

## Biographie
Il termine deux fois dernier du Tour de France en 1987 et 1989 malgré une victoire d'étape à Blagnac.

## Palmarès sur route

### Palmarès amateur
- 1981
  - Grand Prix Rüebliland
  - 3e du championnat des Pays-Bas sur route juniors
  - 8e du championnat du monde sur route juniors
- 1982
  - 4e (contre-la-montre par équipes) et 6e étapes du Circuit des Mines[2]
  - 2e du Circuit des Mines
- 1983
  - 1re et 3e étapes du Triptyque ardennais

### Palmarès professionnel
- 1985
  - 4e étape du Tour de Castille-et-León
  - 2e du Circuit de Getxo
- 1986
  - 3e étape du Tour de Romandie
  - 2e et 5e étapes du Tour d'Aragon
  - 2e du Tour d'Aragon
- 1987
  - Paris-Camembert
  - 4e étape du Tour des Pays-Bas
  - 1re, 2e et 6e étapes du Tour de la Communauté valencienne
  - 3e du Trofeo Masferrer
- 1988
  - Trofeo Masferrer
  - 3e, 5e, 6e, 9e, 15e et 20e étapes du Tour d'Espagne
  - 4e étape du Tour des Pays-Bas
  - 1re étape du Tour de Catalogne
  - 1re, 2ea et 2eb étapes de la Semaine catalane
  - 3e et 5e étapes du Tour de la Communauté valencienne
  - 1re, 2e, 3e, 4e et 5ea étapes du Tour de Murcie
  - 2e du Ronde van Midden-Zeeland
- 1989
  - Trophée Luis Puig
  - 12e, 13e et 18e étapes du Tour d'Espagne
  - 1re étape du Tour de Catalogne
  - 1re étape du Tour de Luxembourg
  - 11e étape du Tour de France
  - 3e du Ronde van Midden-Zeeland
  - 3e de Veenendaal-Veenendaal
  - 3e du Tour de l'Oise
  - 5e du Tour des Flandres
- 1990
  - 5e étape de la Semaine catalane
  - 6e étape du Tour de la Communauté valencienne
  - 2e étape du Tour de Catalogne
- 1991
  - 2e étape du Tour de Catalogne
  - 5e étape de la Semaine catalane
  - 2e étape du Tour des Asturies
- 1992
  - Clásica de Sabiñánigo
  - Circuit de Getxo
  - 2ea étape de la Semaine catalane
  - 2e étape du Tour de Murcie
  - 1re étape du Tour de Galice
  - 2e du Trofeo Masferrer

## Résultats sur les grands tours

### Tour de France
5 participations
- 1986 : abandon (17e étape)
- 1987 : 135e et lanterne rouge
- 1988 : 147e
- 1989 : 138e et lanterne rouge, vainqueur de la 11e étape
- 1990 : hors délais (5e étape)

### Tour d'Espagne
7 participations
- 1985 : 67e
- 1988 : 105e, vainqueur des 3e, 5e, 6e, 9e, 15e et 20e étapes
- 1989 : 140e, vainqueur des 3ea (contre-la-montre par équipes), 12e, 13e et 18e étapes
- 1990 : abandon (4e étape)
- 1991 : 115e
- 1992 : abandon (9e étape)
- 1993 : hors délais (11e étape)

### Tour d'Italie
2 participations
- 1987 : non-partant (11e étape)
- 1991 : hors délais (2eb étape)

## Palmarès en cyclo-cross
- 1983-1984
  - 3e du championnat des Pays-Bas de cyclo-cross amateurs
  - 7e du championnat du monde de cyclo-cross amateurs
- 1984-1985
  - Cyclo-cross d'Igorre

## Palmarès sur piste
- 1985
  - 2e du championnat des Pays-Bas de demi-fond
- 1986
  -  Médaillé d'argent du championnat d'Europe de demi-fond